# Tipula (Arctotipula) suttoni
Tipula (Arctotipula) suttoni is een tweevleugelige uit de familie langpootmuggen (Tipulidae). De soort komt voor in het Nearctisch gebied.